# Fritz Westermann
Friedrich „Fritz“ Westermann (* 23. Januar 1893 in Malstatt-Burbach, heute Saarbrücken; † 28. November 1973 in Gersweiler, heute Saarbrücken) war ein saarländischer Gewerkschafter und Politiker der SPD und der SPS. Am 6. April 1949 wurde Westermann als Opfer des Nationalsozialismus anerkannt.

## Leben und Beruf
Westermanns Vater war zunächst als Maler, später als Hüttenarbeiter tätig. Er selbst besuchte die Volksschule in Gersweiler und begann nach dessen Abschluss im Oktober 1907 eine Lehre zum Schlosser. Seit 1911 übte er den erlernten Beruf auf der Burbacher Hütte aus. Seine Tätigkeit auf der Hütte unterbrach er von April 1915 bis November 1918, um als Soldat am Ersten Weltkrieg teilzunehmen. 1920 wurde er in den Betriebsrat der Burbacher Hütte gewählt, von 1924 bis 1935 war er dort geschäftsführender Obmann des Betriebsausschusses.
Im Mai 1938 wurde ihm die Beförderung zum Meister aus politischen Gründen versagt. Nach Ausbruch des Zweiten Weltkriegs ging er im Oktober 1939 zur Berliner Firma Gefma und war dort bis August 1940 als Fräser tätig. Danach kehrte er als Schlosser zur Burbacher Hütte zurück, am 19. November 1945 wurde er dort zum Werkmeister ernannt.
1923 wurde Westermann in den Vorstand der Ortsverwaltung des Deutschen Metallarbeiterverbandes berufen, dort war er von 1932 bis 1935 zweiter Vorsitzender. Danach gehörte er bis 1944 der Deutschen Arbeitsfront an. Nach dem Krieg war er Gründungs- und Vorstandsmitglied der Einheitsgewerkschaft, Gruppe Metall.
Westermann war seit dem 17. Oktober 1913 mit Maria, geborene Christmann, verheiratet. Das Paar hatte eine Tochter.

## Politik
1919 trat Westermann in die SPD ein. Von 1924 bis 1935 gehörte er dem Gemeinderat von Gersweiler an. Nach dem Krieg wurde er erneut in den Gemeinderat gewählt und war nunmehr Fraktionsvorsitzender der SPS. Bei der Landtagswahl 1947 kandidierte er zunächst erfolglos, rückte jedoch am 19. Juni 1949 für den verstorbenen Heinrich Barth in den Landtag nach. Bei der Wahl 1952 wurde sein Mandat bestätigt, er war nunmehr stellvertretendes Mitglied der Verfassungskommission und des Präsidialausschusses. Mit der vorgezogenen Neuwahl 1955 schied Westermann aus dem Landtag aus.